# Autels tauroboliques de Die
Les autels tauroboliques de Die (Drôme), sont des autels antiques commémorant des tauroboles, sacrifices de taureaux, généralement associés à des crioboles, sacrifices de béliers, en l’honneur de la déesse Cybèle et de son parèdre Attis, et conservés dans la ville : quatre au musée de la ville, les autres se trouvant intégrés à des bâtiments ou en possession de propriétaires privés.

## Culte de Cybèle à Die
Die, l’ancienne Dea Augusta Vocontiorum, est la capitale du peuple des Voconces. Au deuxième ou troisième siècle, elle acquiert le statut de colonie romaine. D’abord centrée sur le culte d’une déesse nommée Andarta, dont le nom romanisé en Dea Augusta lui donnera son nom, la ville devient un des centres les plus importants du culte de Cybèle, attesté le long de la vallée du Rhône jusqu’à Lyon par de nombreux monuments épigraphiques, essentiellement des autels tauroboliques.
La carrière d’où proviennent les blocs de pierre des autels a été identifiée, à peu de distance de Die.

## Autels tauroboliques du musée
Les quatre autels sont classés monument historique depuis le 12 juillet 1886.

### Autel de Titus Helvius Marcellinus et Valeria Decumillia
Trouvé à Die dans le jardin de la maison Guyon. La face avant est décorée d’une tête de taureau avec infulae, d’une tête de bélier, surmontant un cadre contenant un harpè (couteau du sacrifice), un tympanon, un caducée (attribut de Mercure dont le culte était associé à celui d’Andarta), un tibia (flûte), une corne, une paire de cymbales. Inscription (CIL XII, 1569) :
D(EUM) M(ATRI)
PRO SAL(VTE) IMPER(II) TAVR(OBOLIVM) FEC(ERVNE) T(ITVS) HEL(VIVS) MAR
CELLIN(VS) ET VAL(ERIA) DECVMILLIA EX VOTO
SACERD(OTE) ATTIO ATTIANI FIL(IO)
(fin du deuxième siècle - début du troisième siècle)

### Autel de la maison Lamorte-Félines
Trouvé à Die dans le jardin de la maison Lamorte-Félines. L’inscription, dans la partie supérieure, a été effacée. Le décor porte une tête de taureau avec bandelettes, tête de bélier, harpè, tympanon, caducée, tibia et corne croisées, paire de cymbales. Décor : tête de taureau avec bandelettes, tête de bélier tournée vers la gauche, harpè, tibia et corne croisées, tympanon, caducée, paire de cymbales.
Date : seconde moitié du deuxième siècle.

### Autel de la ferme de Salières
Trouvé à la ferme de Salières, près de Die. Inscription effacée en partie supérieure, décor : tête de taureau avec bandelettes, tête de bélier de profil, harpè, corne et tibia croisées, tympanon, caducée, cymbales. Hauteur 1,34 m, largeur 0,42 m, profondeur 0,17 m.
Date : fin du deuxième siècle.

### Autel trouvé place de la République
Partie supérieure d’un autel. Têtes de taureau et de bélier, au-dessous devaient se trouver des symboles identiques aux autres autels dans un cadre dont il ne subsiste que la partie supérieure. Inscription (AE 1889, 81) :
(MATRI DEVM MAGNAE ?)
PRO SALUTE L(VCII) SEPT(IMI) SEVERI PII P(ERTINACIS) AVG(VSTI) ET M(ARCI) AV(RELI)
ANTONINI AVG(VSTI) ET P(UBLII) SEPT(IMI) GETAE CAE(SARIS) ET IV(LI)
AE AVG(VSTAE) TAVROBOL(IVM) FEC(IT) R(ES) P(VBLICA) VOC(ONTIORVM) PR(AEEUNTE) TALVSIO
(…) APPIANO P…

Daté entre de 198 et 209, très probablement 208.

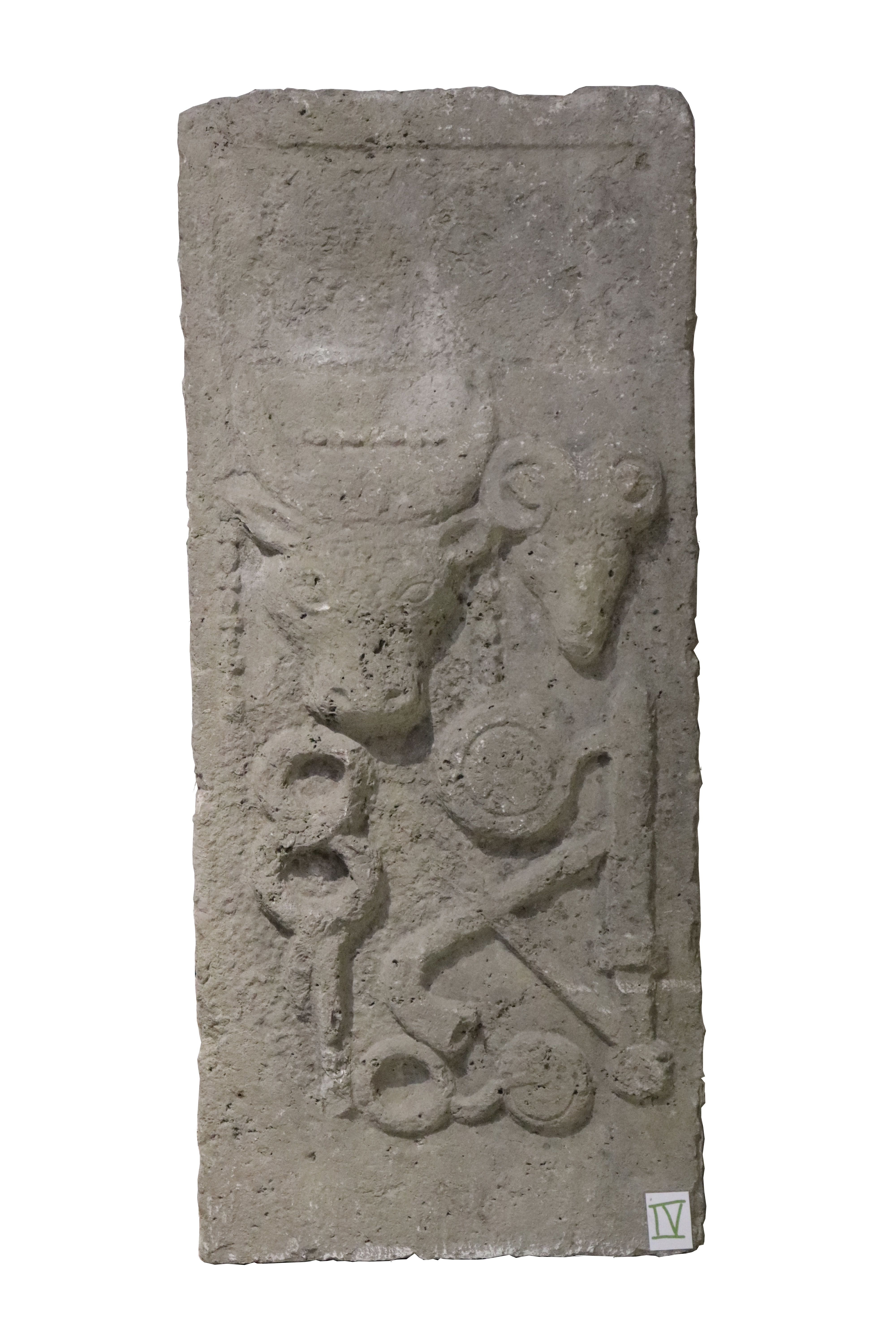
Autel de la ferme de Salières
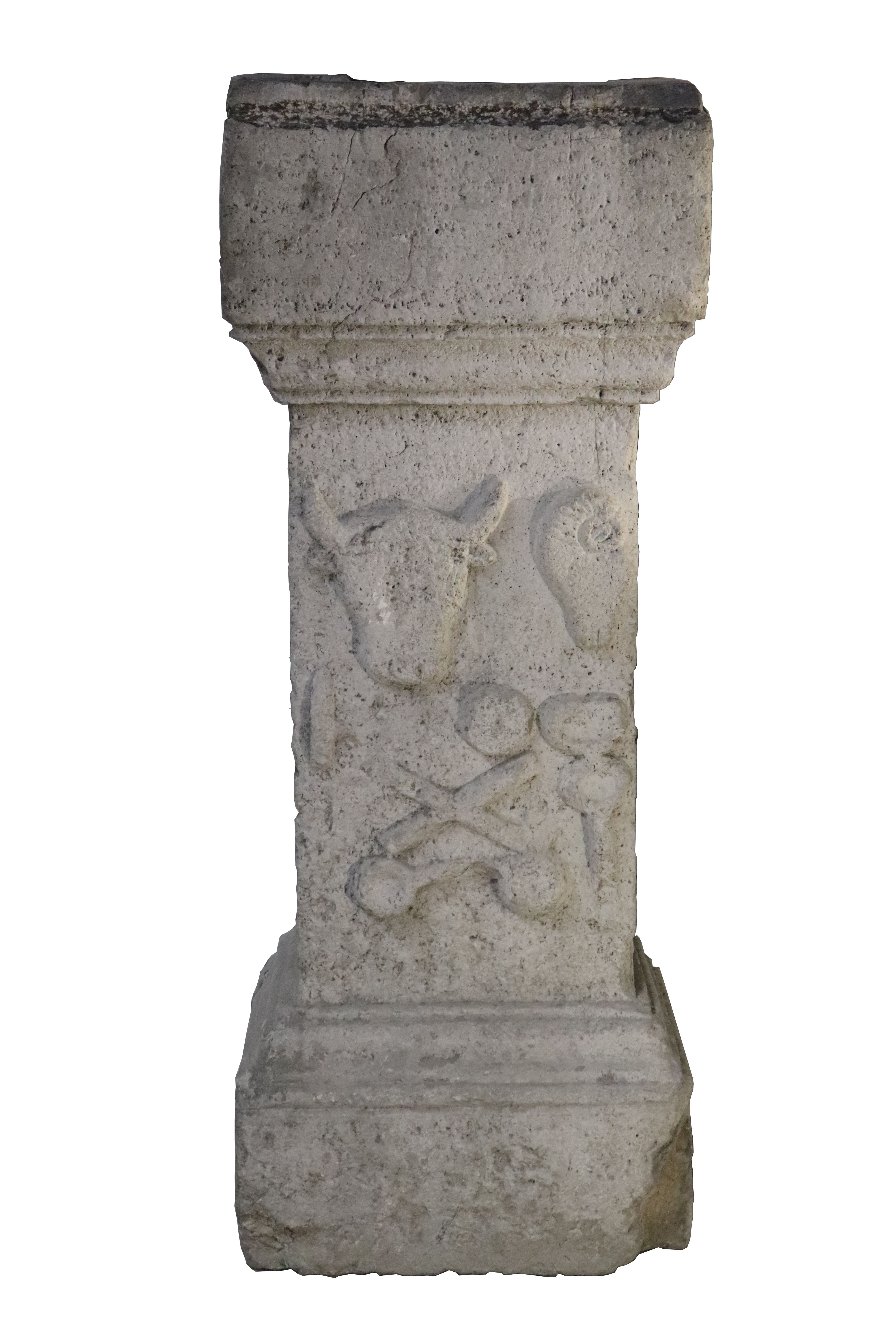
Autel de la maison Lamorte-Félines
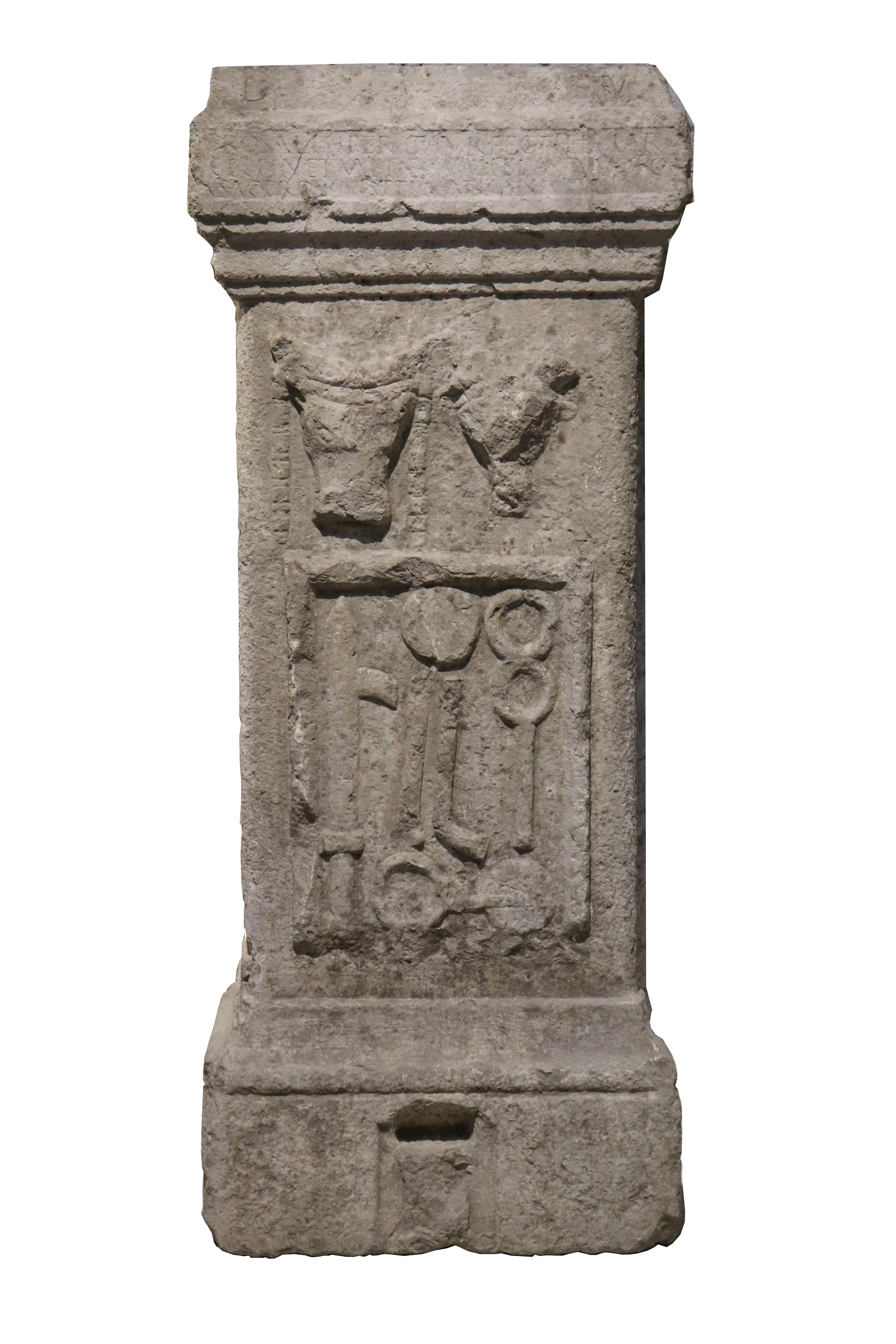
Autel de Titus Helvius Marcellinus et Valeria Decumillia
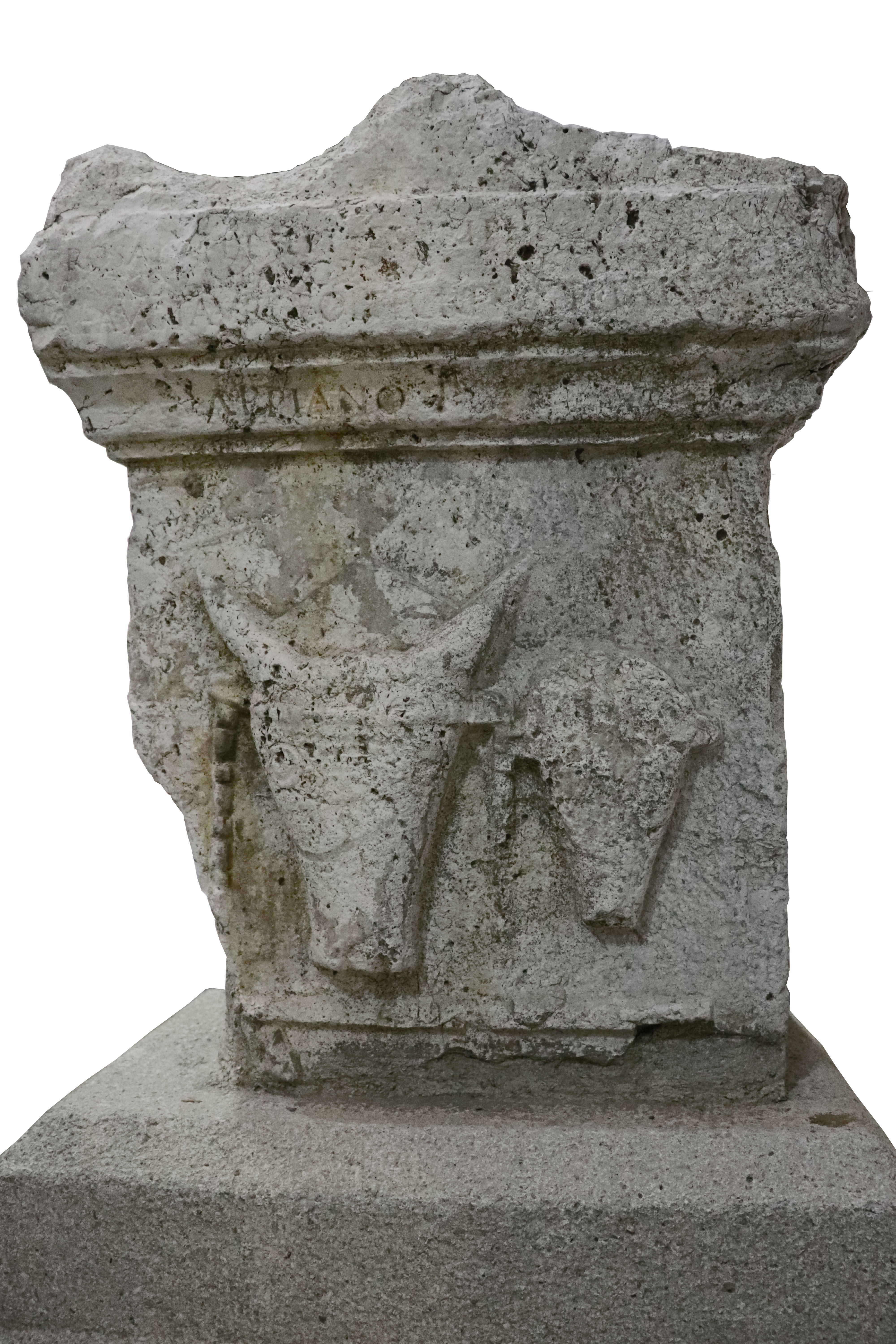
Autel trouvé place de la République

## Autres autels

### Autel du tribunal

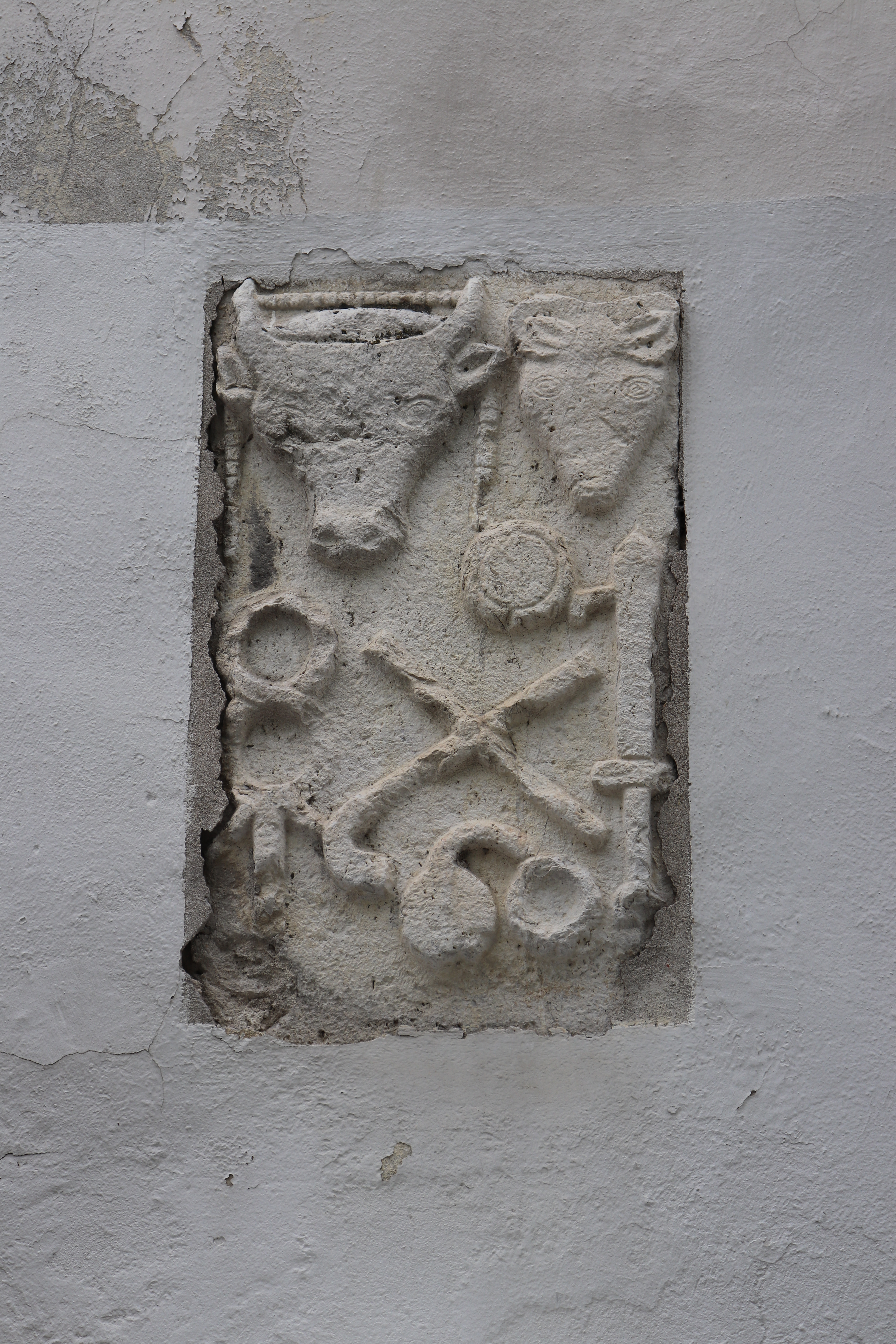
Autel du tribunal (Die)

Trouvé à Die et encastré dans le mur du tribunal. Pas d’inscription visible. Calcaire. Décor sculpté : têtes de taureau avec infulae, et de bélier, surmontant un caducée, corne et tibia (flûte) croisées, un tympanon, un harpè (couteau de sacrifice), une paire de cymbales.

### Autel de Saint-Auban
Autel trouvé à Saint-Auban, sur la route de Die à Pontaix. Il fut placé à Die sur une fontaine. Aujourd’hui dans une collection privée à Ollioules. Décor : tête de taureau et de bélier avec bandelettes.
Au-dessous, inscription (CIL XII, 1568) :
(P)RO SALVT(E) IMP(ERII) TAVROBOL(IVM)
(F)EC(IT) ATTIVS ATTIA(NI FILIVS)
DE SVO
On retrouve le nom du prêtre, Attius, fils d’Attianus, présent sur le premier autel du musée.
(fin du deuxième siècle - début du troisième siècle)

### Autel de 245 (perdu)
Trouvé à Die, aujourd’hui perdu.
Inscription (CIL XII, 1567) :
M(ATRI) D(EUM) M(AGNAE) I(DAEAE)
SAC(RUM) TRIB(US) TAUR(IS) FECER(UNT)
CUM SUIS HOSTI(I)S ET APPARAM(ENTIS)
OMNIB(US) L(UCIUS) DAGID(IUS) MARIUS PONT
{T}IF(EX) PERPET(UUS) CIVIT(ATIS) VALENT(IAE)
ET VERULLIA MARTINA ET
VERULLIA MARIA FIL(IA) EORUM
PRO SALUTE IMP(ERATORIS) ET CAESAR(IS)
PHILIPPORUM AUGG(USTORUM) ET OTACI
LIAE SEVERAE AUG(USTAE) MATRIS
CAES(ARIS) ET CASTROR(UM) PRAEEUN
TIBUS SACERDOTIBUS IUNIO
TITO XVVIR(ALI) ARAUSENS(IUM) ET
CASTRICIO ZOSIMIONE CI
VITAT(IS) ALBENS(IUM) ET BLATTIO
PATERNO CIVITATIS VOC(ONTIORUM)
ET FABRICIO ORFITO LIBER(I)
PATRIS ET CETERIS A<S=D>SIS
TENTIBUS SACERDOTIBUS
V(OTUM) S(OLVERUNT) L(IBENTES) M(ERITO) LOCO VIRES CON
DITAE DIE PRID(IE) KAL(ENDAS) OCT(OBRES)
IMP(ERATORE) PHILIPPO AUG(USTO) ET TITI
ANO CO(N)S(ULIBUS)
Daté par son inscription au 30 septembre 245.